# Elpidio José Silva
Elpidio José Silva Pacheco (Granada, 15 de agosto de 1959) es un jurista español (actualmente inhabilitado como juez), cuyo último destino fue el Juzgado de Instrucción n.º 9 de Madrid. Adquirió gran notoriedad por el conocido como Caso Blesa, por cuya instrucción el Tribunal Superior de Justicia de Madrid (TSJM) determinó que había cometido un delito de prevaricación —al haber decretado prisión incondicional contra Blesa para evitar destrucción de pruebas—, por el que fue condenado a 17 años y medio de inhabilitación. Esta sentencia fue ratificada el 23 de abril de 2015 por la Sala Segunda del Tribunal Supremo, desestimando así el recurso de casación presentado por el magistrado.

## Trayectoria judicial
Elpidio José Silva se licenció en Derecho por la Universidad de Sevilla, siendo el número uno de su promoción en la especialidad de Derecho Público (1983). Obtuvo el Premio Extraordinario de Licenciatura (1986) y se doctoró en Derecho cum laude.[cita requerida]
Comenzó a ejercer la judicatura en el año 1991,[cita requerida] a la que accedió por el llamado tercer turno, llegando a ser juez de Primera Instancia e Instrucción, encargado del Registro Civil, presidente de diversas Juntas Electorales, magistrado-juez de lo Penal y de Vigilancia Penitenciaria en Ceuta, además de magistrado de la Audiencia Provincial de Las Palmas y de la Audiencia Provincial de Cuenca, así como del jurado provincial de expropiación de esa provincia. Desde el año 2008 ejerce como magistrado-juez de Instrucción en Madrid capital.[cita requerida]
En el año 2009 fue condenado en rebeldía por no pagar el alquiler de su casa. Un juez le obligó a pagar 7.115 euros por las rentas que debía —más intereses y costas procesales— a la inmobiliaria familiar que le alquilaba el piso.
Elpidio Silva fue condenado, por su actuación en la instrucción del caso Blesa, por el Tribunal Superior de Justicia de Madrid (TSJM) en octubre de 2014 a 17 años y medio de inhabilitación como juez, sentencia que fue confirmada por el Tribunal Supremo.

### Caso Blesa
Elpidio Silva fue el juez que llevó inicialmente el Caso Blesa. A principios de junio de 2013, Silva decretó prisión sin fianza para Miguel Blesa por su gestión en la compra del City National Bank de Florida, siendo el primer banquero en España en ir a la cárcel desde el inicio de la crisis española. Sin embargo, 15 días después la Audiencia Provincial de Madrid anuló parte de la causa contra el exbanquero y Blesa salió de la cárcel.
A finales de julio de 2013, el Consejo General del Poder Judicial le suspendió por la presunta comisión de dos faltas muy graves y otra grave en el ejercicio de sus funciones.
En enero de 2014, el Tribunal Superior de Justicia de Madrid desestimó el recurso de apelación que interpuso el juez para evitar ser juzgado por un supuesto delito de prevaricación.
No obstante, el 5 de mayo de 2014, el tribunal que enjuiciaba a Elpidio Silva quedó completamente desmontado al ser aceptados los motivos de recusación alegados por su parte, y haber solicitado su abstención el presidente de la Sala, pese a no haberlo hecho tan pronto tuvo conocimiento de las causas que la motivan, tal y como exige el artículo 221 de la Ley Orgánica del Poder Judicial.
En julio de 2014 se celebró el juicio, en el que el fiscal Manuel Moix pidió 30 años de inhabilitación. El 7 de octubre de 2014, la Sala Civil y Penal del TSJ de Madrid condenó al juez Elpidio José Silva Pacheco a diecisiete años y medio de inhabilitación por un delito de prevaricación y dos contra la libertad individual. Además, la Sala le condenó al pago de veintiún meses y un día de multa con cuota diaria de diez euros y a abonar 10.000 euros a Gerardo Díaz Ferrán en concepto de daños morales.

## Trayectoria política
Desde el 1 de abril de 2014 se encuentra en excedencia voluntaria en la carrera Judicial, situación administrativa que le fue concedida con motivo de su candidatura en las elecciones al Parlamento Europeo de mayo de 2014, bajo las siglas del partido Renovación Democrática Ciudadana (RED). Este partido fue constituido por un grupo de ciudadanos con el ánimo de luchar contra la corrupción.
 Según expresiones del propio Movimiento RED:

El camino hacia Europa, en el caso de España, exige nuestro acoplamiento decidido sobre los ejes principales de la UE. Todo el esfuerzo europeo común se asienta en vertientes esenciales que en España ignoramos: El equilibrio de poderes, el rechazo a la impunidad frente a la corrupción, y el gran esfuerzo competitivo basado en el conocimiento y las profundas políticas de innovación tecnológica.

Silva fue elegido mediante aprobación de actas en las que se le nombra presidente por consenso por la junta de gobierno de movimiento red.

### Programa electoral
El 29 de abril se hizo público el documento oficial que figura en la web del Movimiento RED recogiendo un método basado en el esquema problema-solución-método. Este programa se presentó en las Elecciones al Parlamento Europeo de 2014.

## Carrera docente
Ha ejercido como profesor titular de Derecho Administrativo en la Universidad de Cádiz. Para doctorarse obtuvo una ayuda del Consejo de Europa, que le permitió realizar estudios de Derecho Comparado en Francia e Italia. 
Actualmente[¿cuándo?] es profesor asociado de la Universidad Complutense de Madrid, donde imparte cursos y dirige estudios de grado y postgrado sobre Derecho Penal y Criminología.
También ha sido docente en la Universidad Nacional de Educación a Distancia (UNED), ponente y conferenciante en numerosas seminarios y congresos nacionales e internacionales. Se formó en la Université Panthéon-Assas (París II), en las universidades de Sevilla y Cádiz, y en la Università di Bologna. Además, participa en programas internacionales, como conferenciante y como magistrado. En diciembre de 2012 ejerció como juez del Tribunal de Gran Instancia de Ajaccio (Córcega, Francia).
También en la actualidad los letrados Elpidio José Silva Pacheco, Eliana Camps Dutrem y Reinaldo López López fundaron Elpidio Silva Abogados en el 2014 orientado al Derecho Penal Económico y Derecho Administrativo, auditoría, sector médico facultativo y  de peritaje en general. La Corte  del Tribunal Europeo de Derechos Humanos de Estrasburgo, es otra parte de su actividad.

## Libros
Ha publicado dos libros de poesía en la editorial sevillana Qüásyeditorial: 'Memoria inconjugable' (finalista del Premio Adonais) y 'Memoria del olvido'.
En 2014 publicó La justicia desahuciada. España no es país para jueces, donde analizó la situación de la Administración de Justicia española.